# Michaela Marwich

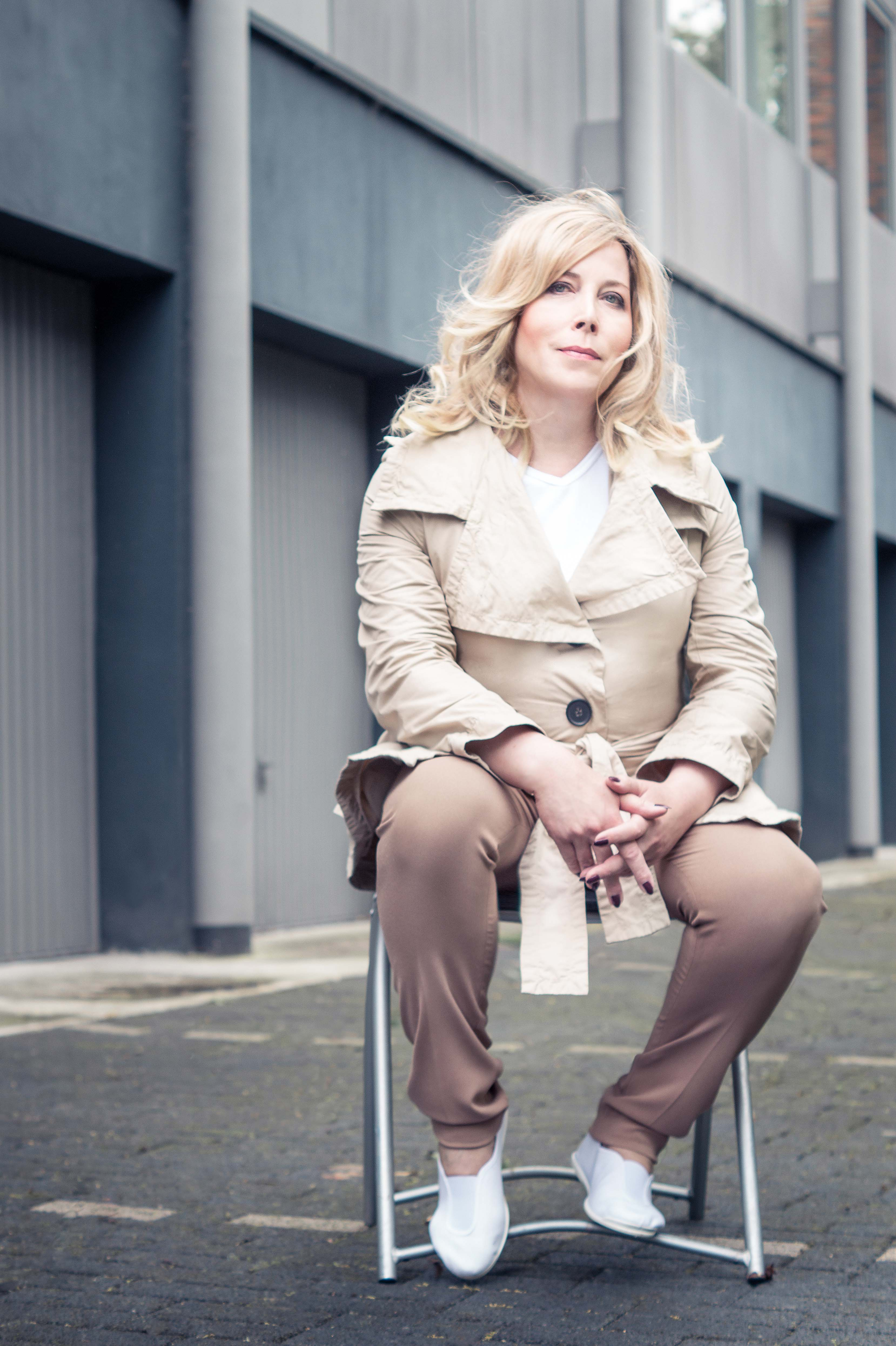
Michaela Marwich (2016)

Michaela Marwich (* 30. September 1962 in Bad Honnef; Pseudonyme: Ela M., Valeska Réon) ist eine deutsche Schriftstellerin.

## Lebenslauf
Michaela Marwich ist in Bad Honnef geboren und wuchs in einer Hippie-Kommune in Renesse (Niederlande) auf. Nach dem Abitur begann sie eine Friseurlehre und arbeitete nebenbei als Model.
Seit vielen Jahren ist sie als Schriftstellerin sowie als Vortragsrednerin im deutschsprachigen Raum unterwegs und ist aktiv als Bloggerin und Lektorin.

## Werke
Unter dem Autorennamen Ela M.:
- Das kleine Grüne. 1 × 1 für Traumfrauen. Ullstein, Berlin 1997, ISBN 3-548-35697-4 (auch erschienen als: Das kleine Grüne. 1 × 1 für Klassefrauen. Weltbild, Augsburg 1999.).
- Nie mehr wieder – oder doch? Der Mann, das unbekannte Wesen. Ullstein, Berlin 1998, ISBN 3-548-35762-8.
  - Nikdy viac – alebo žeby predsa? Muž, bytosť neznáma. Ikar, Bratislava 2001, ISBN 80-7118-559-0 (deutsch: Nie mehr wieder – oder doch? Übersetzt von Marianna Kožiaková).
- Für immer schön. Der Anti-Aging-Ratgeber. Ullstein, Berlin 1999, ISBN 3-548-35853-5.

Unter dem Autorennamen Valeska Réon:
- Blumen für ein Chamäleon. Männerschwarm Verlag, Hamburg 2012, ISBN 978-3-86300-112-4.
- Das falsche Spiegelbild. Südwestbuch Verlag, Stuttgart 2013, ISBN 978-3-942661-34-8.
- Undercover Dogs. Verlagsbuchhandlung beim Augarten, Wien 2014, ISBN 978-3-9503323-5-3.
- Haarscharf mit Außenwelle. Waldhardt Verlag, Ebsdorfergrund 2015, ISBN 978-3-945746-26-4.
- Töte mich. Der dunkle Dreiklang. Südwestbuch Verlag, Stuttgart 2016, ISBN 978-3-946686-02-6.
- Vererbte Lügen. Verlag Wortreich, Wien 2018, ISBN 978-3-903091-45-0.
- Zuckermanagement: Abnehmen trotz Insulinresistenz. telegonos-publishing, Frielendorf 2018, ISBN 978-3-946762-18-8.
- Doppelopfer. A.P.P. Verlag, Laichingen 2019, ISBN 978-3-96115-441-8.
- Wie auf Sand. A.P.P. Verlag, Laichingen 2019, ISBN 978-3-96698-205-4.
- Verbotene Versprechen. pinguletta Verlag, Keltern 2022, ISBN 978-3-948063-40-5.[2]

- Natural Red 4 (gemeinsam mit Nicolai Tegeler). pinguletta Verlag, Keltern 2024, ISBN 978-3-948063-51-1.

- Masterpiece (gemeinsam mit Nicolai Tegeler). pinguletta Verlag, Keltern 2025, ISBN 978-3-948063-57-3.